# Matthew Vaughn
Matthew Allard Robert Vaughn (London, 1971. március 7. –) angol filmproducer, rendező és forgatókönyvíró. Olyan filmek producere, mint A Ravasz, az Agy és két füstölgő puskacső (1998) és a Blöff (2000). Ő rendezte a Torta (2004), a Csillagpor (2007), a HA/VER (2010), az X-Men: Az elsők (2011), a Kingsman: A titkos szolgálat (2014) és a Kingsman: Az aranykör (2017) című filmeket.

## Élete
Vaughn a londoni Paddingtonban született. 2002-ig úgy tudta, hogy édesanyja, Kathy Ceaton (elhunyt 2013. július 20-án) és Robert Vaughn amerikai színész kapcsolatának gyermeke. Egy apasági vizsgálat az 1980-as években kimutatta, hogy nem Robert Vaughn az apja, de Ceaton soha nem árulta el Vaughnnak az igazságot. Amikor megkérdezte édesanyját a valódi apai származásáról, kiderült, hogy az apja George Albert Harley de Vere Drummond angol bankár. Vaughn életének korai szakaszában, az apasági vizsgálat előtt Robert Vaughn azt kérte, hogy a gyermek vezetékneve Vaughn legyen, és ez a név napjainkban is Vaughn szakmai neve, bár a magánéletében már a de Vere Drummondot használja.
Vaughn a londoni Sussex House Schoolban, majd a Buckingham-i Stowe Schoolban tanult. A Stowe és az egyetem közötti szünet alatt egy Hard Rock Cafe turné alkalmával beutazta a világot. Los Angelesbe érkezése után egy filmrendező asszisztenseként kezdett dolgozni. Később visszatért Londonba, és a University College Londonba járt antropológia és ókori történelem szakra. Néhány hét után abbahagyta a tanulmányait.

## Magánélete
Vaughn 2002. május 25-én vette feleségül Claudia Schiffer német származású modellt Suffolkban. A házaspárnak három gyermeke van: fia Caspar Matthew de Vere (2003. január 30-án született), lánya Clementine Poppy (2004. november 11-én született) és Cosima Violet (2010. május 14-én született). A házaspárnak otthona van Notting Hillben (London) és Coldham Hallban (Stanningfield, Suffolk).

## Filmográfia

### Film
| Év   | Cím                             | Feladatkör | Feladatkör | Feladatkör | Megjegyzések |
| Év   | Cím                             | Rendező    | Író        | Producer   | Megjegyzések |
| ---- | ------------------------------- | ---------- | ---------- | ---------- | --- |
| 2004 | Torta                           | Igen       | Nem        | Igen       | Empire-díj a legjobb brit rendezőnek Nominated – BAFTA Award for Most Promising Newcomer Nominated – British Independent Douglas Hickox Award Nominated – Empire Award for Best Newcomer |
| 2007 | Csillagpor                      | Igen       | Igen       | Igen       | Hugo Award for Best Dramatic Presentation, Long Form |
| 2010 | HA/VER                          | Igen       | Igen       | Igen       | Writers' Guild of Great Britain Award for Best Original Screenplay jelölve – British Independent Film Award for Best Director jelölve – British Independent Film Award for Best Screenplay jelölve – Broadcast Film Critics Association Award for Best Action Movie jelölve – Empire-díj a legjobb rendezőnek jelölve – European Film Award for Best Film jelölve – Evening Standard British Film Award for Best Film jelölve – Evening Standard British Film Award for Best Screenplay jelölve – SFX-díj a legjobb filmnek |
| 2010 | Az adósság                      | Nem        | Igen       | Igen       | rendező: John Madden |
| 2011 | X-Men: Az elsők                 | Igen       | Igen       | Nem        | jelölve – Scream-díj a legjobb rendezőnek |
| 2014 | X-Men: Az eljövendő múlt napjai | Nem        | történet   | Nem        | rendező: Bryan Singer |
| 2014 | Kingsman: A titkos szolgálat    | Igen       | Igen       | Igen       | |
| 2017 | Kingsman: Az aranykör           | Igen       | Igen       | Igen       | |
| 2020 | King’s Man: A kezdetek          | Igen       | Igen       | Igen       | |
| 2024 | Argylle: A szuperkém            | Igen       | Nem        | Igen       | |

Producerként
| Év   | Cím                                       | Rendező            | Megjegyzések                                                           |
| ---- | ----------------------------------------- | ------------------ | ---------------------------------------------------------------------- |
| 1996 | Ártatlan álom                             | Scott Michell      |                                                                        |
| 1998 | A Ravasz, az Agy és két füstölgő puskacső | Guy Ritchie        | jelölve – BAFTA-díj a legjobb brit filmnek                             |
| 2000 | Blöff                                     | Guy Ritchie        |                                                                        |
| 2001 | Gépállat SC                               | Barry Skolnick     |                                                                        |
| 2002 | Hullámhegy                                | Guy Ritchie        | Arany Málna díj a legrosszabb filmnek                                  |
| 2003 | A Short Film About John Bolton            | Neil Gaiman        | rövidfilm                                                              |
| 2009 | Harry Brown                               | Daniel Barber      |                                                                        |
| 2013 | HA/VER 2.                                 | Jeff Wadlow        |                                                                        |
| 2015 | A fantasztikus négyes                     | Josh Trank         | Arany Málna díj a legrosszabb filmnek                                  |
| 2015 | Eddie, a sas                              | Dexter Fletcher    |                                                                        |
| 2019 | Rocketman                                 | Dexter Fletcher    | jelölve - Arany Málna díj a legrosszabb filmnek - Musical vagy komédia |
| 2020 | Bloodshot                                 | David S. F. Wilson |                                                                        |
| 2021 | Csendes éj                                | Camille Griffin    |                                                                        |

### Televízió
| Év   | Cím            | Feladatkör | Feladatkör | Feladatkör      | Megjegyzések   |
| Év   | Cím            | Rendező    | Író        | Vezető producer | Megjegyzések   |
| ---- | -------------- | ---------- | ---------- | --------------- | -------------- |
| 2000 | Lock, Stock... | Nem        | Nem        | Igen            |                |
| 2003 | Swag           | Nem        | Nem        | Igen            |                |
| 2003 | Make My Day    | Nem        | Nem        | Igen            | dokumentumfilm |

### Videójátékok
| Év   | Cím                | Megjegyzés |
| ---- | ------------------ | ---------- |
| 2010 | Kick-Ass: The Game | producer   |

### Gyakori közreműködések
Színészek és színésznők
| Együttműködők        | Torta (2004) | Csillagpor (2007) | HA/VER (2010) | X-Men: Az elsők (2011) | Kingsman: A titkos szolgálat (2015) | Kingsman: Az aranykör (2017) | King’s Man: A kezdetek (2020) | Összesen |
| -------------------- | ------------ | ----------------- | ------------- | ---------------------- | ----------------------------------- | ---------------------------- | ----------------------------- | -------- |
| Randall Batinkoff    |              |                   |               |                        |                                     |                              |                               | 2        |
| Geoff Bell           |              |                   |               |                        |                                     |                              |                               | 2        |
| Sophie Cookson       |              |                   |               |                        |                                     |                              |                               | 2        |
| Taron Egerton        |              |                   |               |                        |                                     |                              |                               | 2        |
| Colin Firth          |              |                   |               |                        |                                     |                              |                               | 2        |
| Jason Flemyng        |              |                   |               |                        |                                     |                              |                               | 4        |
| Dexter Fletcher      |              |                   |               |                        |                                     |                              |                               | 3        |
| Michael Gambon       |              |                   |               |                        |                                     |                              |                               | 2        |
| Tamer Hassan         |              |                   |               |                        |                                     |                              |                               | 2        |
| Edward Holcroft      |              |                   |               |                        |                                     |                              |                               | 2        |
| Aaron Taylor-Johnson |              |                   |               |                        |                                     |                              |                               | 2        |
| Corey Johnson        |              |                   |               |                        |                                     |                              |                               | 3        |
| Sienna Miller        |              |                   |               |                        |                                     |                              |                               | 2        |
| Mark Strong          |              |                   |               |                        |                                     |                              |                               | 4        |
| Samantha Womack      |              |                   |               |                        |                                     |                              |                               | 2        |

Filmes stáb
| Együttműködők  | Torta (2004) | Csillagpor (2007) | HA/VER (2010) | X-Men: Az elsők (2011) | Kingsman: A titkos szolgálat (2015) | Kingsman: Az aranykör (2017) | King’s Man: A kezdetek (2020) | Összesen |
| -------------- | ------------ | ----------------- | ------------- | ---------------------- | ----------------------------------- | ---------------------------- | ----------------------------- | -------- |
| Ben Davis      |              |                   |               |                        |                                     |                              |                               | 4        |
| Jane Goldman   |              |                   |               |                        |                                     |                              |                               | 5        |
| Eddie Hamilton |              |                   |               |                        |                                     |                              |                               | 4        |
| Jon Harris     |              |                   |               |                        |                                     |                              |                               | 5        |
| Henry Jackman  |              |                   |               |                        |                                     |                              |                               | 5        |
| Take That      |              |                   |               |                        |                                     |                              |                               | 3        |